# Lijst van rijksmonumenten in Babyloniënbroek
De plaats Babyloniënbroek telt 8 inschrijvingen in het rijksmonumentenregister. Hieronder een overzicht.
| Object | Oorspronkelijke functie?  | Bouwjaar              | Architect | Locatie              | Coördinaten?                  | Nr.?  | Afbeelding        |
| --- | ------------------------- | --------------------- | --------- | -------------------- | ----------------------------- | ----- | ----------------- |
| Boerderij van het altenase dwarsdeeltype met dwarshuis onder afzonderlijk, met riet gedekt wolfdak, waartegen het hogere, met riet gedekte wolfdak van het schuurgedeelte overkragend teniet loopt | Boerderij                 | begin 19e eeuw        |           | Broeksestraat 75     | 51° 44' 43" NB, 5° 2' 9" OL   | 10596 | Meer afbeeldingen |
| Nederlands Hervormde Kerk | Kerk en kerkonderdeel     | 14e eeuw              |           | Broeksestraat 7      | 51° 44' 36" NB, 5° 1' 20" OL  | 6808  | Meer afbeeldingen |
| Het Fort | Klooster, kloosteronderdl | laat 15e eeuw         |           | Broeksestraat bij 13 | 51° 44' 37" NB, 5° 1' 21" OL  | 6809  | Meer afbeeldingen |
| Boerderij van het middenlangsdeeltype met schuur onder met riet gedekt wolfdak en voorhuis met lage verdieping onder met riet gedekt schilddak                                                     | Boerderij                 | 19e eeuw              |           | Broeksestraat 77     | 51° 44' 43" NB, 5° 2' 12" OL  | 6810  | Meer afbeeldingen |
| Boerderij van het Altenase dwarsdeeltype met afzonderlijk door een rieten schilddak gedekt dwarshuis                                                                                               | Boerderij                 | eerste helft 19e eeuw |           | Hillsestraat 2       | 51° 44' 38" NB, 5° 0' 58" OL  | 6811  | Meer afbeeldingen |
| Boerderij van het altenase dwarsdeeltype onder rieten wolfdak dat boven de deeldeuren opgelicht is                                                                                                 | Boerderij                 | 19e eeuw              |           | Hillsestraat 4       | 51° 44' 38" NB, 5° 0' 55" OL  | 6812  | Meer afbeeldingen |
| Boerderij van het altenase dwarsdeeltype en met afzonderlijk door een rieten schilddak gedekt dwarshuis                                                                                            | Boerderij                 | 19e eeuw              |           | Hillsestraat 6       | 51° 44' 38" NB, 5° 0' 52" OL  | 6813  | Meer afbeeldingen |
| Eben-Haezer | Boerderij                 | vroeg-19e eeuw        |           | Hillsestraat 46      | 51° 44' 43" NB, 4° 59' 51" OL | 6814  | Meer afbeeldingen |